# 甲基膦
甲基膦是最简单的有机磷化合物，化学式为CH3PH2，可简写为MePH2。它是具有恶臭气味的气体，可以凝结为无色液体。它可以由磷化物的甲基化反应制得：
KPH2  +  MeI   →   MePH2  +  KI

## 反应
甲基膦具有伯膦类化合物（RPH2）的通性。它可以被氧化为甲基膦酸：
MePH2  +  O2  →   MeP(H)O2H
它和质子结合得到季𬭸盐：
MePH2  +  H+  →   MePH3+
在强碱作用下脱氢，得到甲基磷化物：
MePH2  +  KOH  →   K[MePH]  +  H2O